# هاري هوارد
هاري هوارد (بالإنجليزية: Harry Howard)‏ (1 يناير 1871 في المملكة المتحدة - ) هو لاعب كرة قدم بريطاني (وحمل سابقاً جنسية المملكة المتحدة لبريطانيا العظمى وأيرلندا) في مركز نصف الجناح. لعب مع برمنغهام سيتي وشيفيلد يونايتد وWisbech Town F.C. ‏.